# هارلد الخامس
هارلد الخامس (بالنرويجية:  Harald V‏)‏ (21 فبراير 1937 -)، هو الملك الحالي للنرويج. تولى العرش خلَفاً لوالده أولاف الخامس في 17 يناير 1991.
وُلد هارلد في قصر ولاية العهد في سكاغوم بمقاطعة آكرشوس، وكان الطفل الثالث والابن الذّكر الوحيد لأولاف الخامس والأميرة مارتا أميرة السويد. إبّان الاحتلال الألماني للنرويج خلال الحرب العالمية الثانية انتقلت العائلة المالكة إلى المنفى عام 1940، وقضى هارلد أجزاء من طفولته في السويد والولايات المتحدة. عاد إلى النرويج في عام 1945 ودرس بعد ذلك لفترات في جامعة أوسلو والأكاديمية العسكرية النرويجية وكلية باليول (أوكسفورد). أصبح هارالد ولي العهد في عام 1957 بعد وفاة جدِّه الملك هاكون السابع، ثم ملِكاً بعد وفاة والده عام 1991.
تزوّج من سونيا هارالدسن في عام 1968، وكانت علاقتها في البداية مثيرة للجدل بسبب انحدارها من أُسرة عادية غير مَلَكيّة. وأنجب الزوجان طفلين هما مارتا لويز وهاكون ماغنوس الذي أصبح ولياً للعهد منذ عام 1991.
والملك هارلد مولع بالرياضة، وقد مثّل النرويج في الملاحة الشراعية في دورات الألعاب الأولمبية لأعوام 1964 و1968 و1972، وأصبح فيما بعد راعي الملاحة الشراعية في العالم.
وفي 3 مارس 2024، وصل إلى أوسلو، عائدا إلى بلاده بعد دخوله المستشفى في ماليزيا بسبب عدوى أثناء إقامته الخاصة في جزيرة لانكاوي، حسبما أعلن القصر الملكي.

## معرض صور

## روابط خارجية
- هارلد الخامس على موقع IMDb (الإنجليزية)
- هارلد الخامس على موقع الموسوعة البريطانية (الإنجليزية)
- هارلد الخامس على موقع مونزينجر (الألمانية)
- هارلد الخامس على موقع إن إن دي بي (الإنجليزية)
- هارلد الخامس على موقع قاعدة بيانات الفيلم (الإنجليزية)
- هارلد الخامس على موقع الاتحاد الدولي للملاحة الشراعية (موقع جديد) (الإنجليزية)
- هارلد الخامس على موقع الاتحاد الدولي للملاحة الشراعية (موقع قديم) (الإنجليزية)
- هارلد الخامس على موقع اللجنة الأولمبية الدولية (الإنجليزية)
- هارلد الخامس على موقع أوليمبيديا (الإنجليزية)